# 생명과학원역
생명과학원역(중국어: 生命科学园站)은 중화인민공화국 베이징시 창핑구 스거좡 가도 베이칭로에 위치한 창핑선의 지하철역이다. 본 역은 2010년 12월 30일에 개통되었다.

## 개요
이 역은 베이징시 창핑구 후이룽관 지구, 베이칭로와 징장 고속공로(G6, 일명 바다링 고속공로(八达岭高速公路)), 신좡교 서측이 상호 교차하는 중관춘 생명과학원 남동쪽에 위치한다. 이 역은 동서 방향으로 배열되어 있다. 역이 위치한 스거좡 가도가 저소득 유동 인구 지역이기 때문에 (대부분의 임차인이 탕자링 마을(唐家岭村) 등 도시 마을에서 이주) 생명과학원역 승하차량은 오랫동안 높은 수준을 유지해왔고, 러시아워에는 더욱 두드러진 현상을 볼 수 있어 승객의 소지품이 압착되어 파손되는 경우가 종종 발생하기도 한다. 그래서 이 역은 네티즌들 사이에서 흔히 "죽음의 생명과학원역(玩命科學園站)"으로 불리기도 한다.
2023년 12월 14일부터 창핑선 열차 후미사고로 인해 본 역은 임시 운행을 중단하였고, 12월 16일 첫 열차를 시작으로 베이징 지하철 창핑선이 운행을 재개하고 역 폐쇄가 해제되었다.

## 역 구조
역은 섬식 승강장으로 설계된 고가역이다. 승강장 중앙에는 대합실로 연결되는 에스컬레이터가 2세트가 있다.

### 층별 구조
| 3층  | ←                               | ■ 창핑선 창핑시산커우 방면 (주신좡) |
| 3층  | 섬식 승강장, 왼쪽 출입문이 열림 |                                     |
| 3층  | →                               | ■ 창핑선 지먼차오 방면 (시얼치)     |
| 2층  | ■ 창핑선 역 대합실              | 고객센터, 자동 발매기, 출입 게이트  |
| 지면 |                                 | 출입구                              |

## 사진

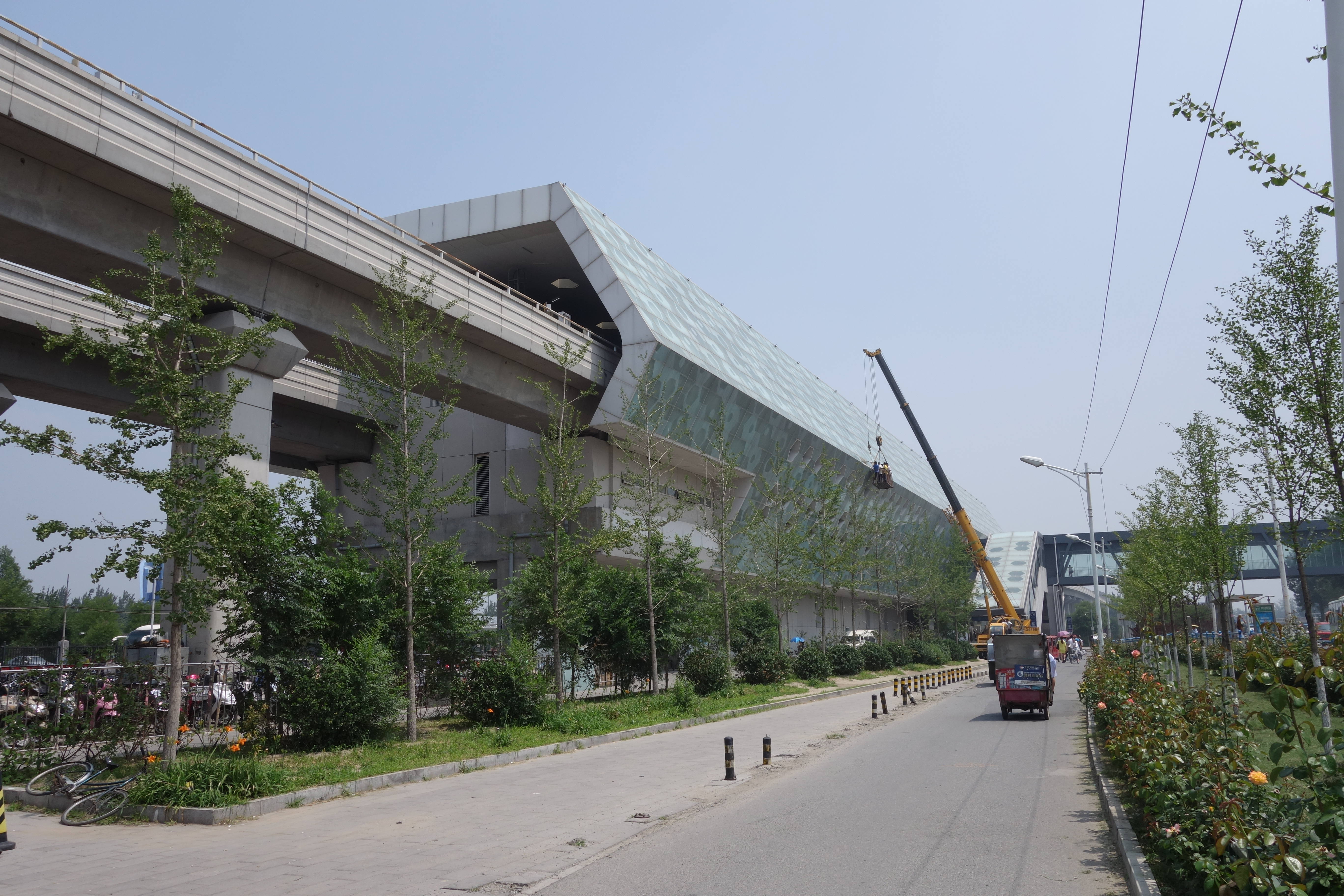
생명과학원역 역사 (2014년 6월 촬영)
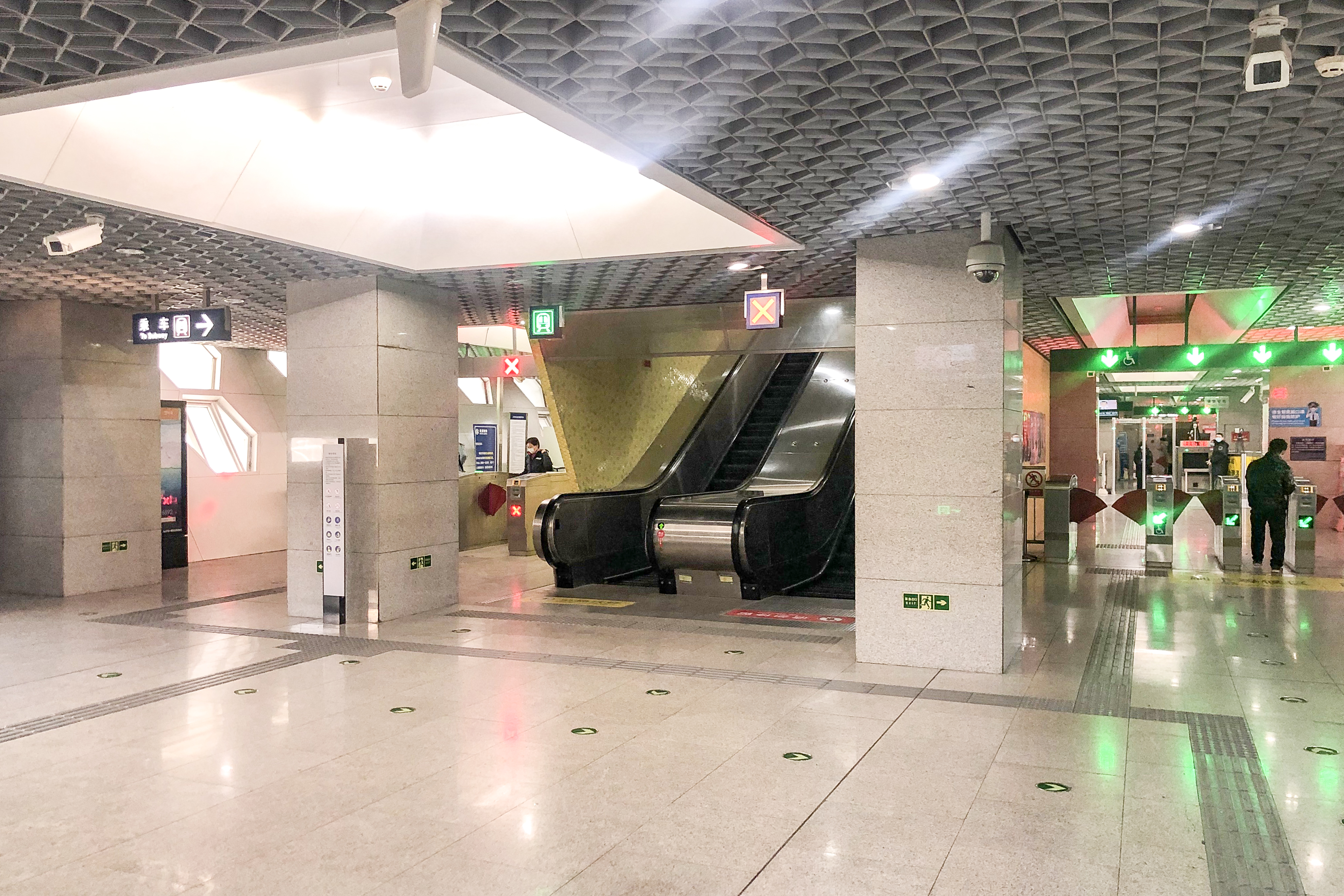
대합실 (2021년 11월 촬영 사진)
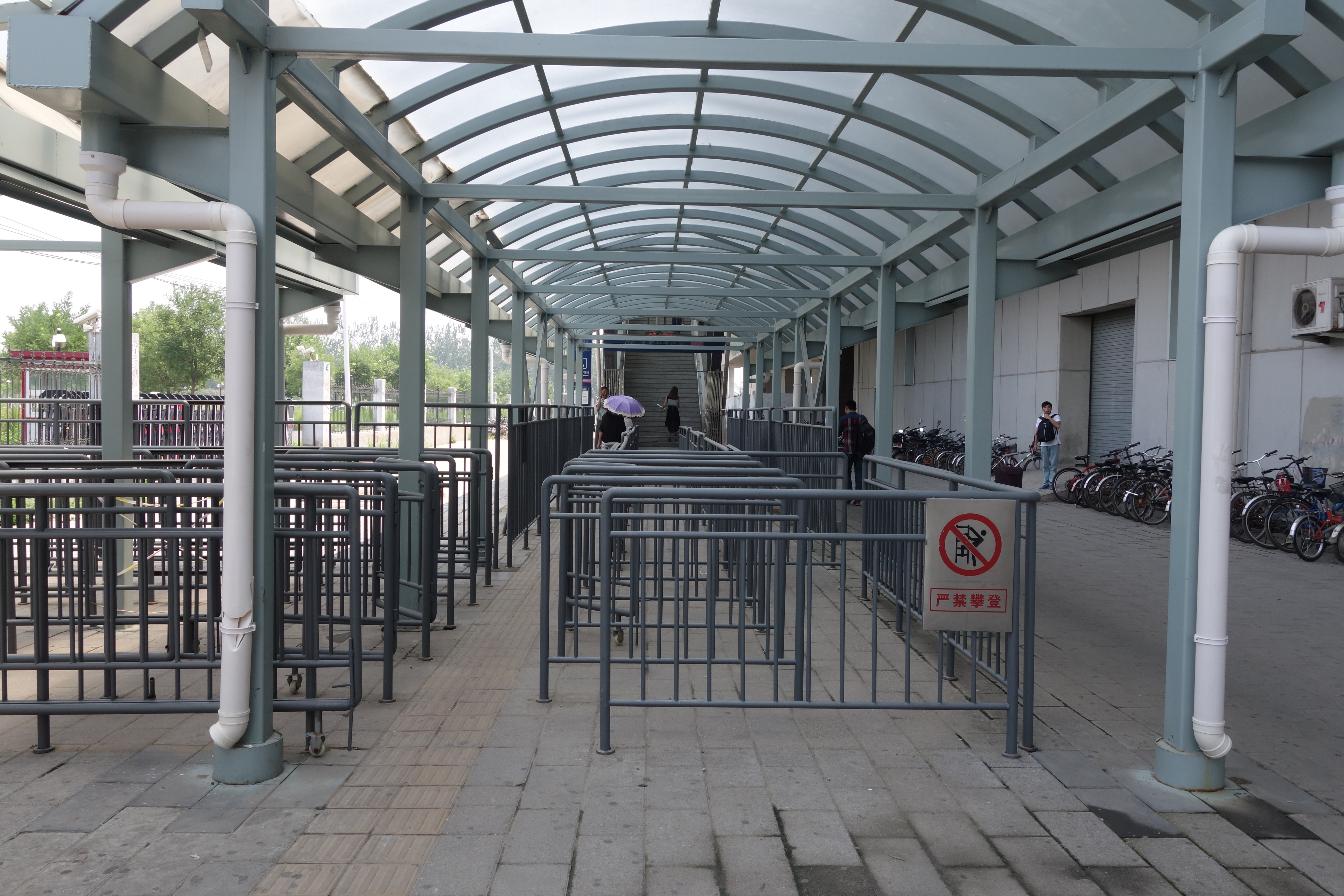
생명과학원역 A입구 난간 (2014년 6월 촬영)
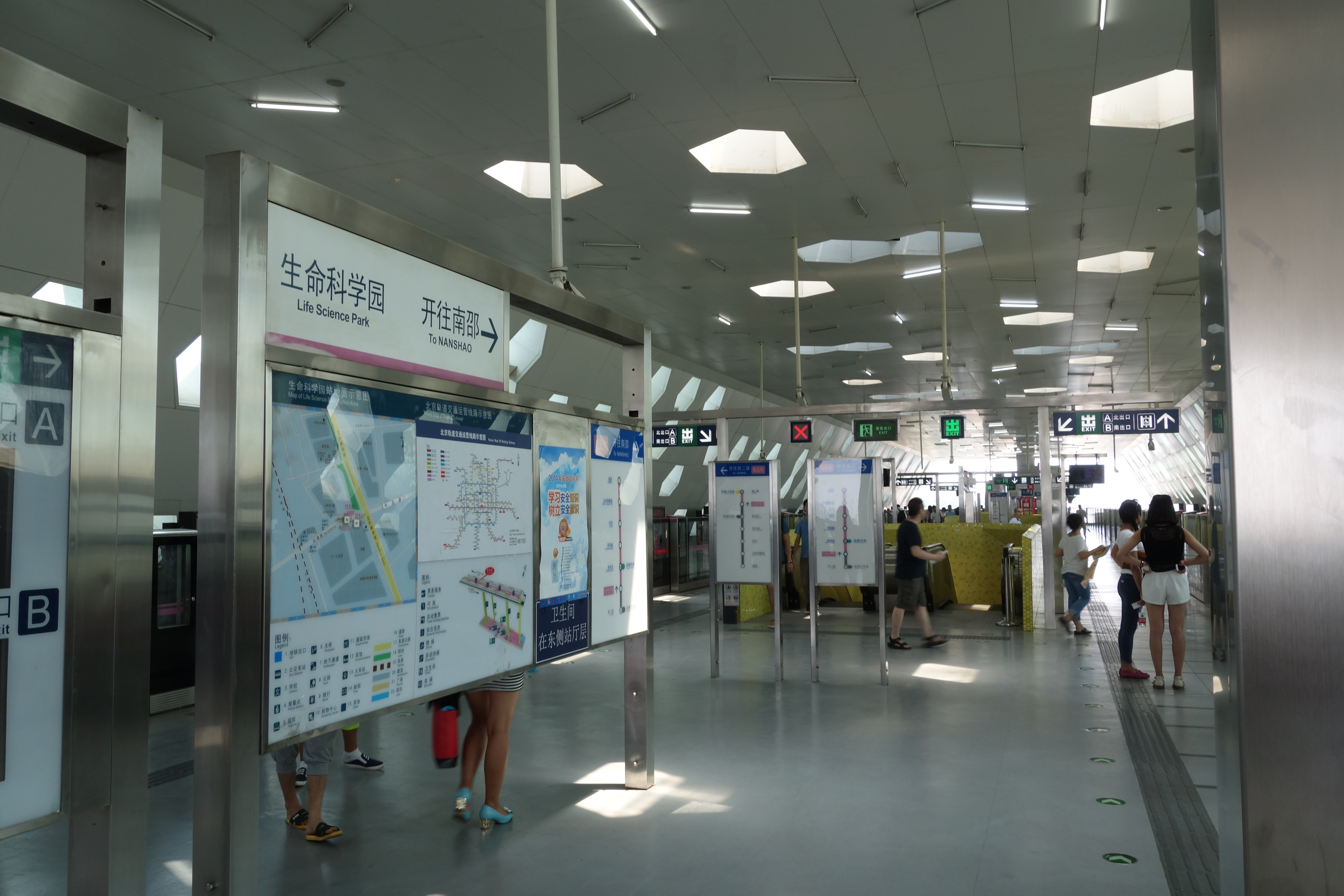
승강장 표지판 (2014년 6월 촬영)
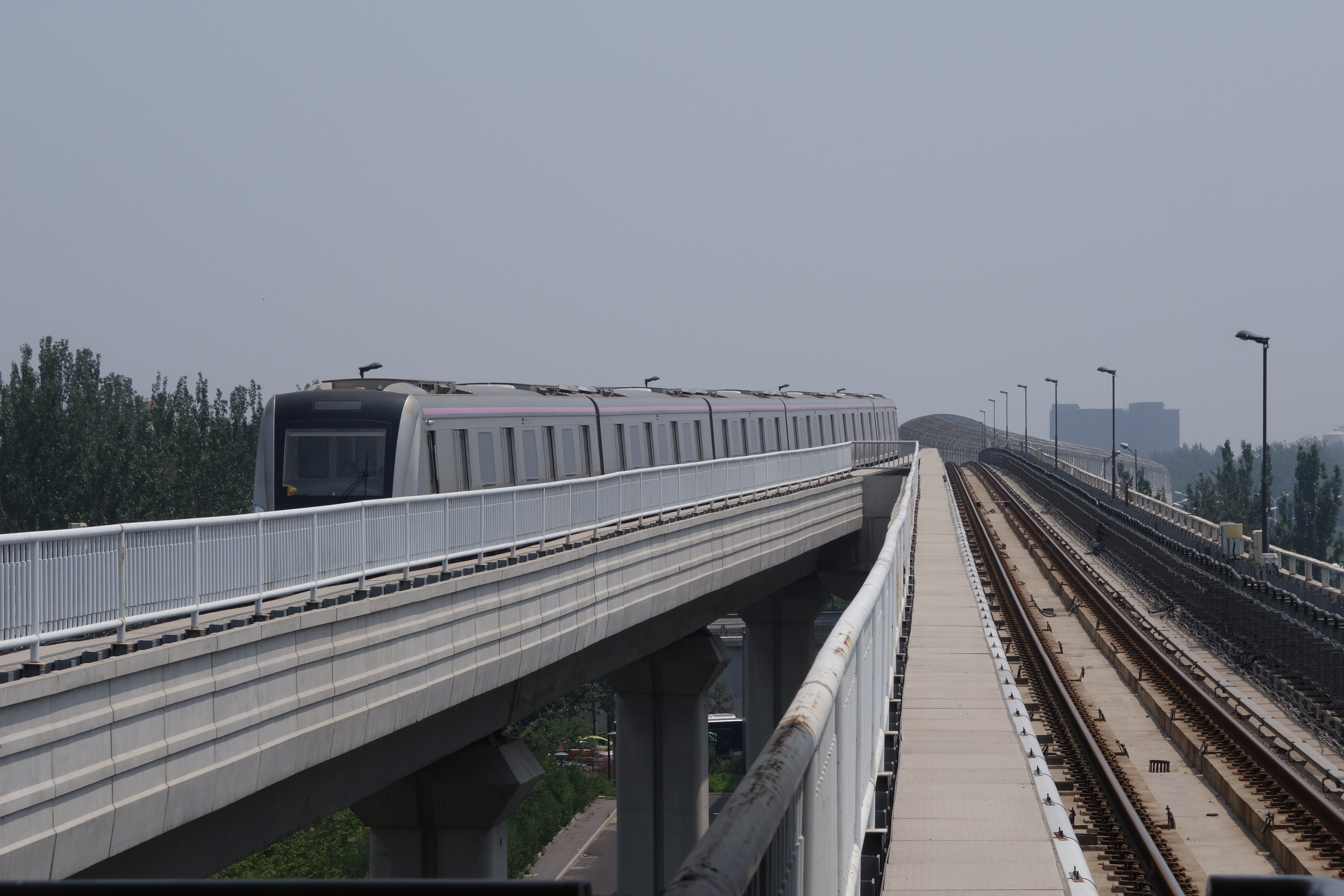
생명과학원역으로 진입 중인 창핑선 열차 (2014년 6월 촬영)
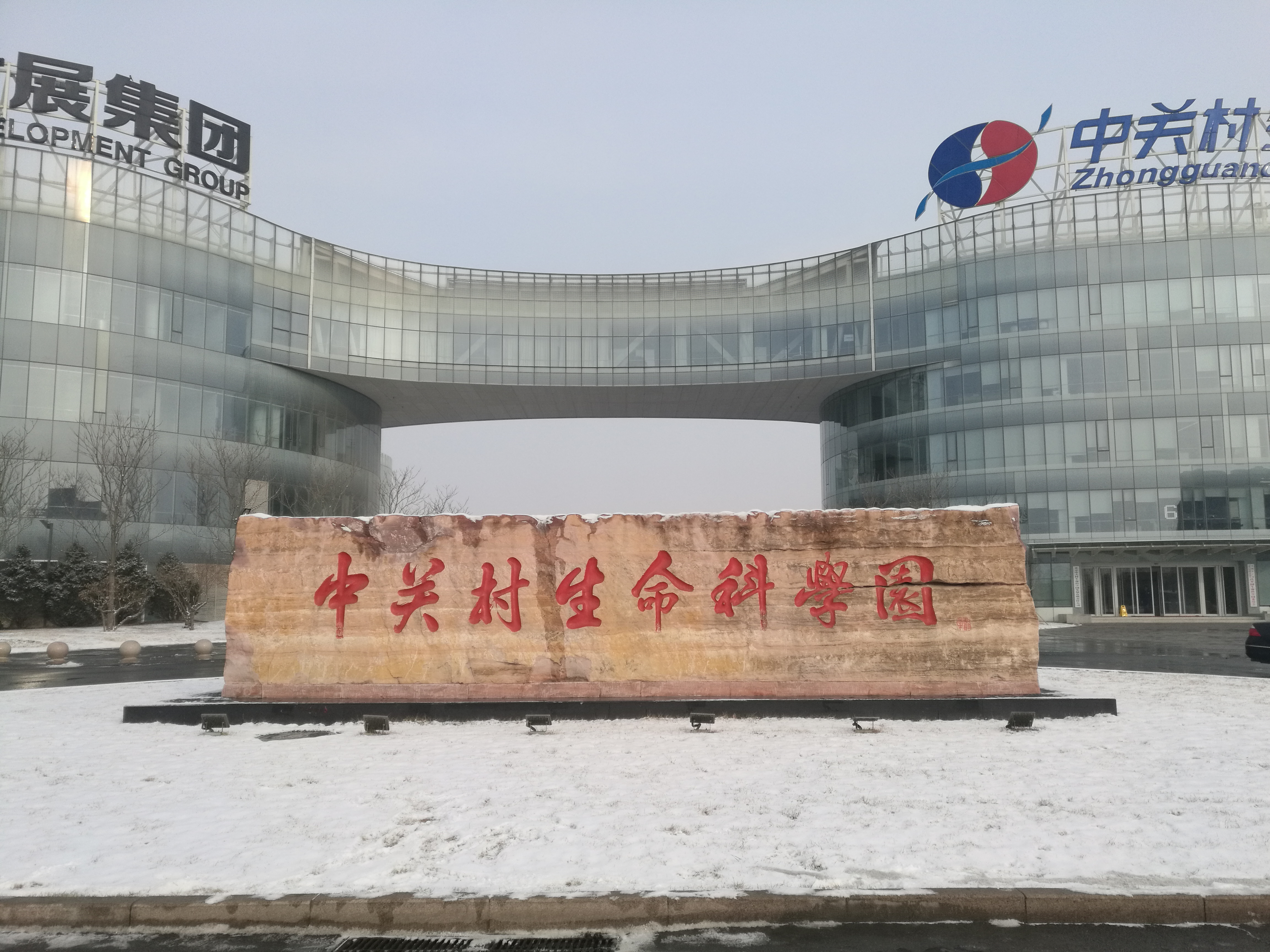
본 역의 유래가 된 중관춘 생명과학원 (2017년 2월 촬영)

## 출입구
역 출입구는 2개 있다. A입구는 대합실 북쪽으로 연결되고, B입구는 남쪽으로 연결된다. 역 외부에는 P + R 주차장이 3개 있다. 2024년 12월 21일부터 이 역 북쪽에서 베이징 초극합생회(北京超极合生汇)로 이어지는 복도로 사용되고 있다.
|                         |                       |                                                                        |      |             |
| 출구                    | 지시                  | 출구 인근                                                              | 사진 | 무장애 시설 |
| 出口 · A                |                       | 베이징 초극합생회(北京超极合生汇), 주장무어 국제센터(珠江摩尔国际中心) |      | 빈칸        |
| 出口 · B · 1            | 베이칭로(北清路) 북측 | 베이징 초극합생회(北京超极合生汇), 중관춘 생명과학원(中关村生命科学园) |      |             |
| 出口 · B · 2            | 베이칭로(北清路) 북측 | 베이징 초극합생회(北京超极合生汇), 중관춘 생명과학원(中关村生命科学园) |      | 빈칸        |
| 出口 · B · 3            | 베이칭로(北清路) 남측 | 위안수(园墅), 삼일산업원(三一产业园)                                   |      | 빈칸        |
| 出口 · B · 4            | 베이칭로(北清路) 남측 | 위안수(园墅), 삼일산업원(三一产业园)                                   |      |             |
| 아이콘 설명: 엘리베이터 |                       |                                                                        |      |             |

## 역 주변
- 중관춘 생명과학원(中关村生命科学园)
- 베이징 초극합생회(北京超极合生汇)
- 중관춘 국제상성(中关村国际商城)